# سيامك
سيامك بن كيومرث هو أحد شخصيات الشاهنامه، وهو ابن الملك كيومرث، وقتل سيامك على يد اهرمين [اهرمين]كما في الشاهنامه، راح كيومرث يطلب بثأر ابنه سيامك، وكان لسيامك ابن يسمى هوشنغ والذي قاد جيش كيومرث الذي حارب به اهرمين ونجح هوشنغ وولاه أبوه حكم إيران بعده.